# Théologie indienne
Pour la religion hindouiste, voir Hindouisme.
La théologie indienne est un courant théologique qui a des expressions interreligieuses et œcuméniques et des instances organisationnelles dans plusieurs églises, et qui se caractérise par la récupération de la pensée et des croyances religieuses millénaires des peuples originels (es) d'Amérique, persécutés et réprimés, afin de les mettre en relation avec les théologies et les croyances religieuses actuelles. En tant que courant théologique doté d'une identité propre, il est apparu au début des années 1990, étroitement lié aux mouvements de critique et de protestation contre les événements célébrant le 500e anniversaire de l'arrivée de Christophe Colomb en Amérique. La théologie indienne est liée aux pastorats indigènes de diverses églises et mouvements religieux. Plusieurs de ses membres considèrent la théologie indienne comme un courant plus ou moins autonome de la théologie de la libération. L'antécédent le plus ancien est peut-être la rébellion de Los Zendales de 1712 au Guatemala, au cours de laquelle, selon leur interprétation du christianisme, les Indiens se sont battus contre la vice-royauté espagnole.

## Sources
- Eleazar López Hernández, « La teología india en la matriz latinoamericana », Curas por la Opción de los Pobres, 2009 (consulté le 28 mars 2015)
- Gerardo Flores Reyes, « Algunos aspectos importantes de la teología india (1) », Curas por la Opción de los Pobres, 1996 (consulté le 28 mars 2015)